# Pseudoanthidium tertium
Pseudoanthidium tertium är en biart som först beskrevs av Pasteels 1984.  Pseudoanthidium tertium ingår i släktet Pseudoanthidium och familjen buksamlarbin. Inga underarter finns listade i Catalogue of Life.